# Ciudad Reformadores
Ciudad Reformadores, es una zona urbana actualmente en desarrollo, ubicada en la zona 4 de Villa Nueva dentro del Área Metropolitana de Guatemala.  Este centro urbano es conocido por ser un polo de desarrollo para los más de un millón de habitantes del área, caracterizándose por su infraestructura y servicios. Su nombre se asocia con la visión de transformación y modernización del municipio, reflejando el crecimiento económico y la mejora en la calidad de vida de sus habitantes.
El desarrollo incluye la construcción del Centro Cívico del Sur, que albergará la Municipalidad de Villa Nueva junto a otras entidades públicas y comerciales. Este centro será uno de los seis distritos que conformarán Ciudad Reformadores. La fase de construcción del CCS, con una superficie de 18,820 m², finalizó en el segundo trimestre de 2024. Está ubicado en el bulevar Reformadores, que fue inaugurado en 2018 y por donde circulan más de 10,000 vehículos diariamente.

## Historia
Ciudad Reformadores es un ambicioso proyecto liderado por Grupo Apolo, diseñado para transformar Villa Nueva de un municipio dormitorio a un centro urbano autosuficiente. Este desarrollo, iniciado oficialmente en 2023, busca proporcionar oportunidades en empleo, educación, salud, vivienda y entretenimiento a más de un millón de habitantes, reduciendo la necesidad de desplazarse fuera del municipio. Con seis distritos que incluyen áreas comerciales, residenciales, educativas e institucionales, Ciudad Reformadores promete una mejora significativa en la calidad de vida. El proyecto arrancó en 2018 con la construcción del bulevar Reformadores y tiene un enfoque en sostenibilidad y diseño urbano inclusivo.

## Servicios
Iniciado en 2014 por Grupo Apolo, el proyecto Ciudad Reformadores se organiza en seis distritos que abarcan diferentes áreas de desarrollo, con el objetivo de revitalizar Villa Nueva y cambiar su imagen de "ciudad dormitorio". El primer distrito en inaugurarse fue el Centro Cívico del Sur, que comenzó a operar en julio de 2024 como subsede de la Municipalidad de Villa Nueva y otras instituciones públicas, incluyendo espacios comerciales y estacionamientos.
Los seis distritos de Ciudad Reformadores son:
- Distrito Institucional: Alberga el Centro Cívico del Sur, donde se encuentra la municipalidad y otras oficinas gubernamentales.[7]
- Distrito Educativo: Aquí opera el Instituto Técnico de Capacitación y Productividad (INTECAP),[8] con planes de añadir colegios y universidades en el futuro.[9]
- Distrito Corporativo: Incluirá la construcción de cuatro torres de oficinas interconectadas por plazas y áreas comunes.
- Distrito Comercial: Contará con una Plaza de Conveniencia, free standings y un centro comercial en desarrollo.
- Distrito Residencial: Ofrecerá proyectos de vivienda vertical para más de 12,000 residentes.
- Distrito Médico: Aquí se ubicarán un hospital, laboratorios y clínicas para servicios de salud.

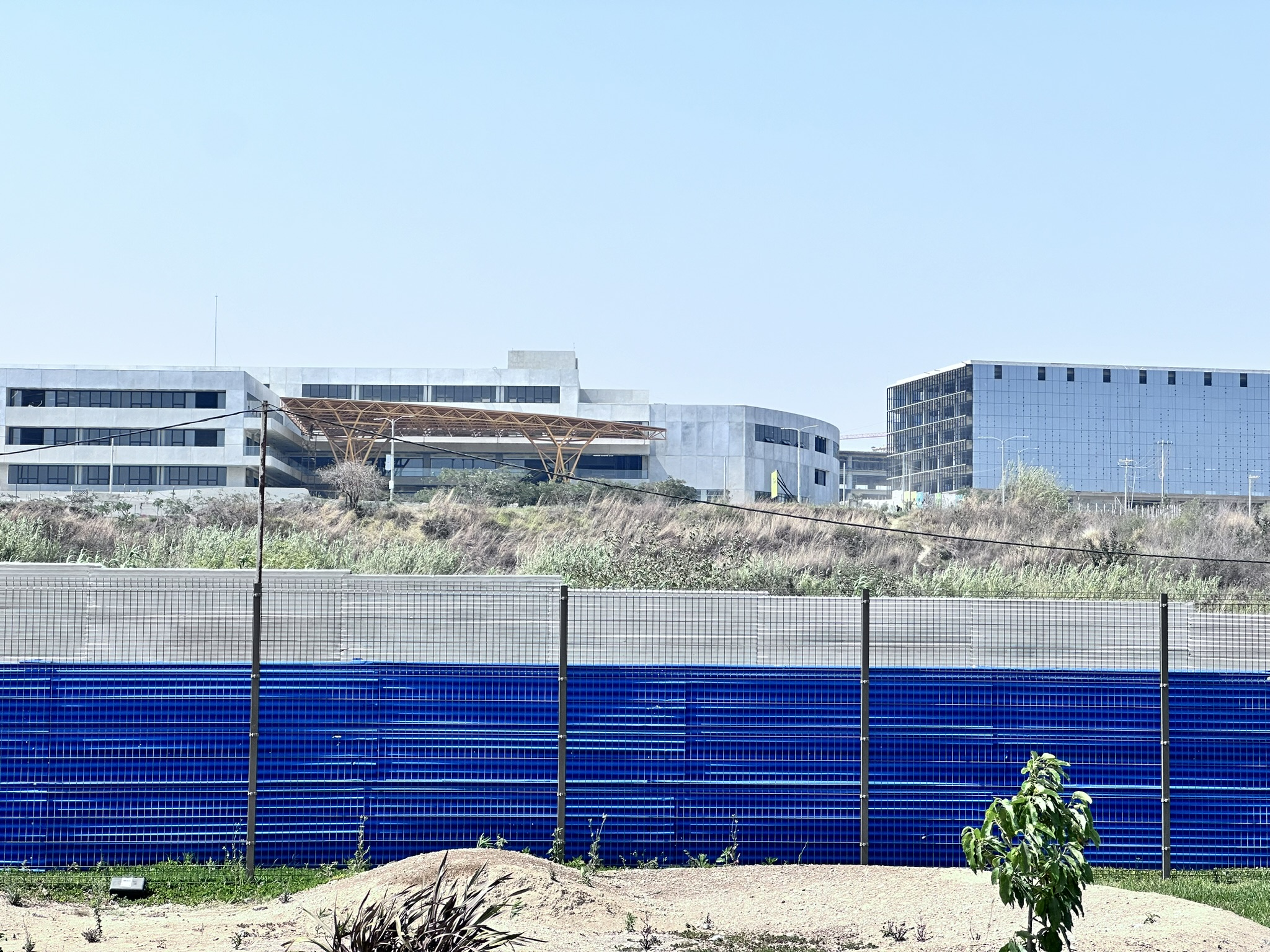
Edificios del Distrito Institucional en construcción.

El proyecto, que se completará en 2030, se desarrolla en tres fases:
- Primera fase: Incluyó la construcción del bulevar Reformadores, la primera fase del INTECAP, el Centro Cívico del Sur, la primera torre corporativa, la Plaza de Conveniencia y los free standings de restaurantes.
- Segunda fase: Conformada por la construcción de tres torres corporativas, la segunda fase del INTECAP, un acceso directo a la CA-9 y la planificación del primer proyecto de residencias y universidades. Esta fase destaca el inicio de la construcción de la zona médica que albergará el Hospital de la Unidad Nacional de Oncología Pediátrica (UNOP).
- Tercera fase: Esta fase final contempla la construcción de la central de transferencia, así como la culminación del centro comercial, el distrito residencial, colegios, universidades y algunos edificios de uso mixto.

Además, Everise Guatemala está construyendo un centro en Ciudad Reformadores como parte de su compromiso con la región, buscando convertir a Villa Nueva en un hub importante para servicios de Contact Center y BPO. El objetivo es generar 1,500 empleos en la localidad, apoyando tanto a las familias como a los colaboradores del municipio. Este enfoque integral está diseñado para mejorar la calidad de vida de los villanovanos, brindándoles acceso a servicios y oportunidades sin la necesidad de viajar largas distancias.

## Sistema de Transporte
Dos rutas del transporte urbano de Villa Nueva TransMIO circulan por dicha zona con dirección a la terminal de buses Centra Sur y al Trébol, también circulan buses extra-urbanos de Villa Nueva y San Miguel Petapa.

### Acceso vial
El acceso a Ciudad Reformadores se realiza principalmente a través del Bulevar Reformadores, que cruza la localidad, facilitando la llegada al proyecto. Alternativamente, se puede acceder por el Bulevar El Frutal, que conecta con la ruta a Metrocentro. Otra opción es utilizar la Autopista VAS, que ofrece un acceso directo a Ciudad Reformadores desde la Plaza de peaje "Plaza Mayan" en la zona 4 de Villa Nueva. También se puede llegar a través de la Carretera CA-9 Sur, en la altura de Santa Clara, lo que permite un ingreso a la zona central del municipio. Estas rutas están diseñadas para mejorar la conectividad y facilitar el acceso a los servicios y oportunidades que ofrece el nuevo desarrollo.